# Rogativa
Las rogativas son oraciones públicas que se hacen en la Iglesia romana en los tres días que preceden a la fiesta de la Ascensión, para pedir a Dios la conservación de los bienes de la tierra y la gracia de estar libres de los azotes y desgracias. 
Se atribuye la institución de las rogativas a San Mamerto, obispo de Viena en el Delfinado, que en 474, según unos, o en 408, según otros, exhortó a los fieles de su diócesis a hacer oraciones, procesiones, obras de penitencia durante tres días a fin de aplacar la justicia divina y obtener la cesación de los terremotos, incendios y devastaciones de bestias feroces que afligían a este pueblo. El resultado de estas oraciones hizo se continuasen como un preservativo contra semejantes calamidades y bien pronto esta piadosa costumbre se introdujo en las demás iglesias de Francia. El año 511 el concilio de Orleans mandó que se hiciesen las rogativas en toda la Francia. Este uso pasó a España a principios del siglo VII, pero en esta nación se destinó el jueves, viernes y sábado después de Pentecostés. Más tarde se adoptaron las rogativas en Italia, Carlomagno y Carlos el Calvo prohibieron al pueblo trabajaren tales días y sus leyes han sido observadas largo tiempo. En la Iglesia galicana se observaba también el ayuno. 
Las procesiones de las rogativas se llamaron pequeñas letanías o letanías galicanas porque habían sido instituidas por un obispo de Francia y para distinguirlas de la letanía mayor o letanía romana, que es la procesión que se hace el 25 de abril, día de San Marcos y cuya institución se atribuye a San Gregorio el Grande. Los griegos y los orientales no usaban las rogativas. 
Se hacían en Inglaterra antes del cisma y se dice que todavía se conservan algunos vestigios de ellas que en la mayor parte de las parroquias es la costumbre ir a dar una vuelta paseándose durante los tres días que preceden a la Ascensión.